# Кань-сюр-Мер
Кань-сюр-Мер (фр. Cagnes-sur-Mer, окс. Canha de Mar) — город и коммуна на юго-востоке Франции в регионе Прованс — Альпы — Лазурный берег, департамент Приморские Альпы, округ Грас, кантоны Кань-сюр-Мер-1 и Кань-сюр-Мер-2. До марта 2015 года население коммуны было распределено среди трёх упразднённых кантонов: Восточный Сен-Лоран-дю-Вар-Кань-сюр-Мер, Западный Кань-сюр-Мер и Центральный Кань-сюр-Мер.
Площадь коммуны — 17,95 км², население — 48 313 человек (2006) с тенденцией к росту: 46 686 человек (2012), плотность населения — 2600,9 чел/км².

## Географическое положение и достопримечательности
Коммуна Кань-сюр-Мер расположена на побережье Средиземного моря, восточнее Канн и западнее Ниццы (в 6 километрах от международного аэропорта Ниццы) и является одним из туристических центров южной Франции. Город состоит из современного центра и двух районов — «Верхний Кань» и «Каньский крест». Через центральную часть города протекает река Кань, давшая ему имя, а в восточной — в Средиземное море впадает река Лу. Верхний Кань расположен на холме, за центром, ближе к Альпам. Район изобилует узкими переулками, старинными зданиями. Здесь находится средневековый замок Гримальди (построен в XIII—XIV веках), а перед ним замковая площадь и средневековая церковь Сент-Пьер. От расположенного в центре города автобусного вокзала на холм ходит бесплатный автобус. Район «Каньский крест» (или перекрёсток) лежит на самом побережье, здесь множество ресторанов, променад, рыболовецкая гавань. Между этим районом и центром города проходит железнодорожная линия Канн — Ницца и шоссе.
В городе находится знаменитый музей Ренуара.

## Население
Население коммуны в 2011 году составляло — 46 632 человека, а в 2012 году — 46 686 человек.
| 1962  | 1968  | 1975  | 1982  | 1990  | 1999  | 2006  | 2011  | 2012  |
| ----- | ----- | ----- | ----- | ----- | ----- | ----- | ----- | ----- |
| 15392 | 22110 | 29538 | 35214 | 40902 | 43942 | 48313 | 46632 | 46686 |

Динамика численности населения:

## Экономика
В 2010 году из 28 195 человек трудоспособного возраста (от 15 до 64 лет) 20 963 были экономически активными, 7232 — неактивными (показатель активности 74,4 %, в 1999 году — 69,2 %). Из 20 963 активных трудоспособных жителей работали 18 465 человек (9615 мужчин и 8850 женщин), 2498 числились безработными (1163 мужчины и 1335 женщин). Среди 7232 трудоспособных неактивных граждан 2130 были учениками либо студентами, 2615 — пенсионерами, а ещё 2487 — были неактивны в силу других причин.
На протяжении 2010 года в коммуне числилось 23 352 облагаемых налогом домохозяйства, в которых проживало 46 196,0 человек. При этом медиана доходов составила 20 тысяч 533,5 евро на одного налогоплательщика.

## Города-партнёры
- Пассау (Германия), с 1973 года